# Müritz Klinik
Die Müritz Klinik ist eine 1997 eröffnete Reha-Klinik am Ufer der Müritz in Klink in Mecklenburg-Vorpommern.

## Lage

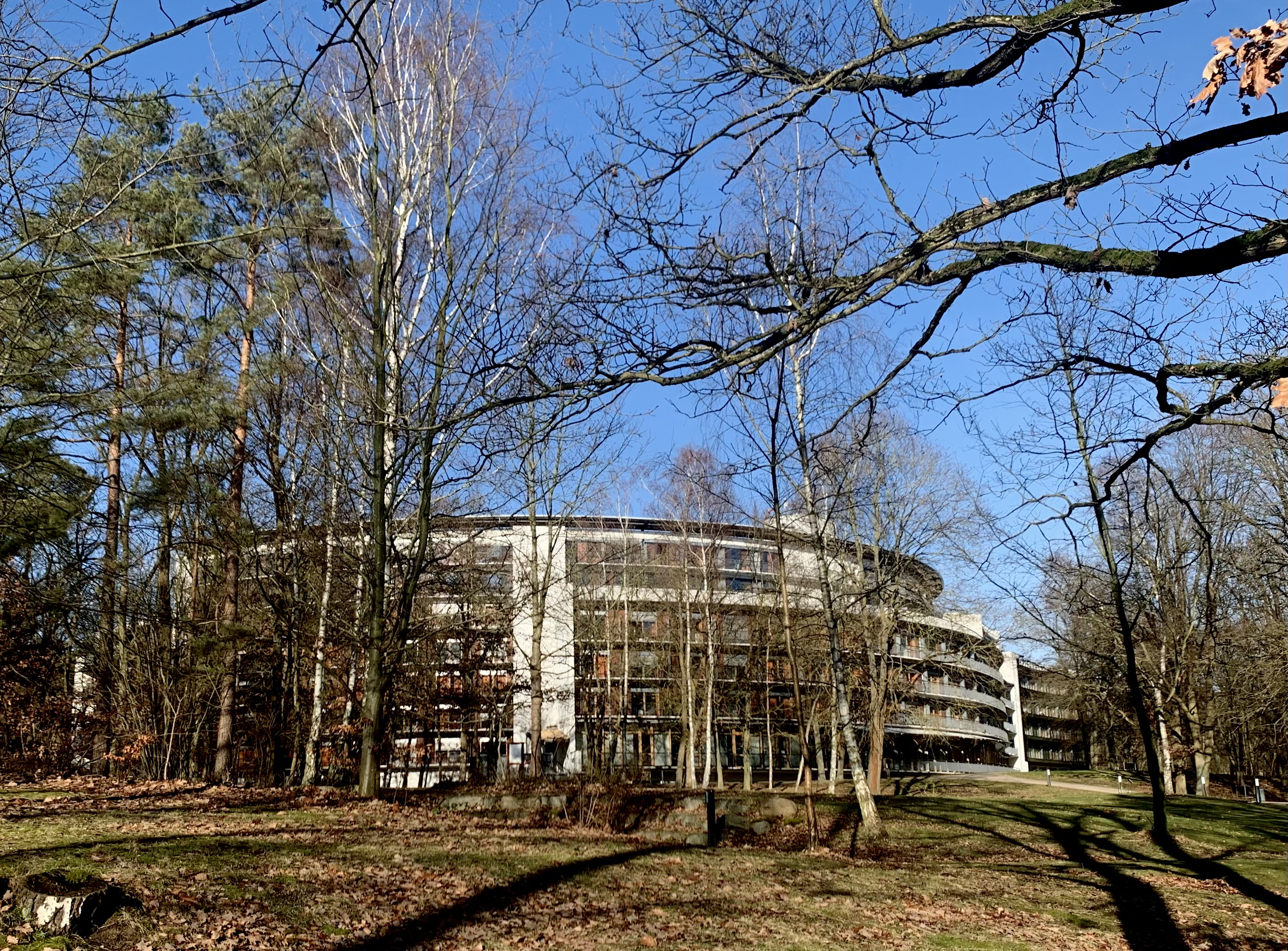
Müritz Klinik in Klink, 2024

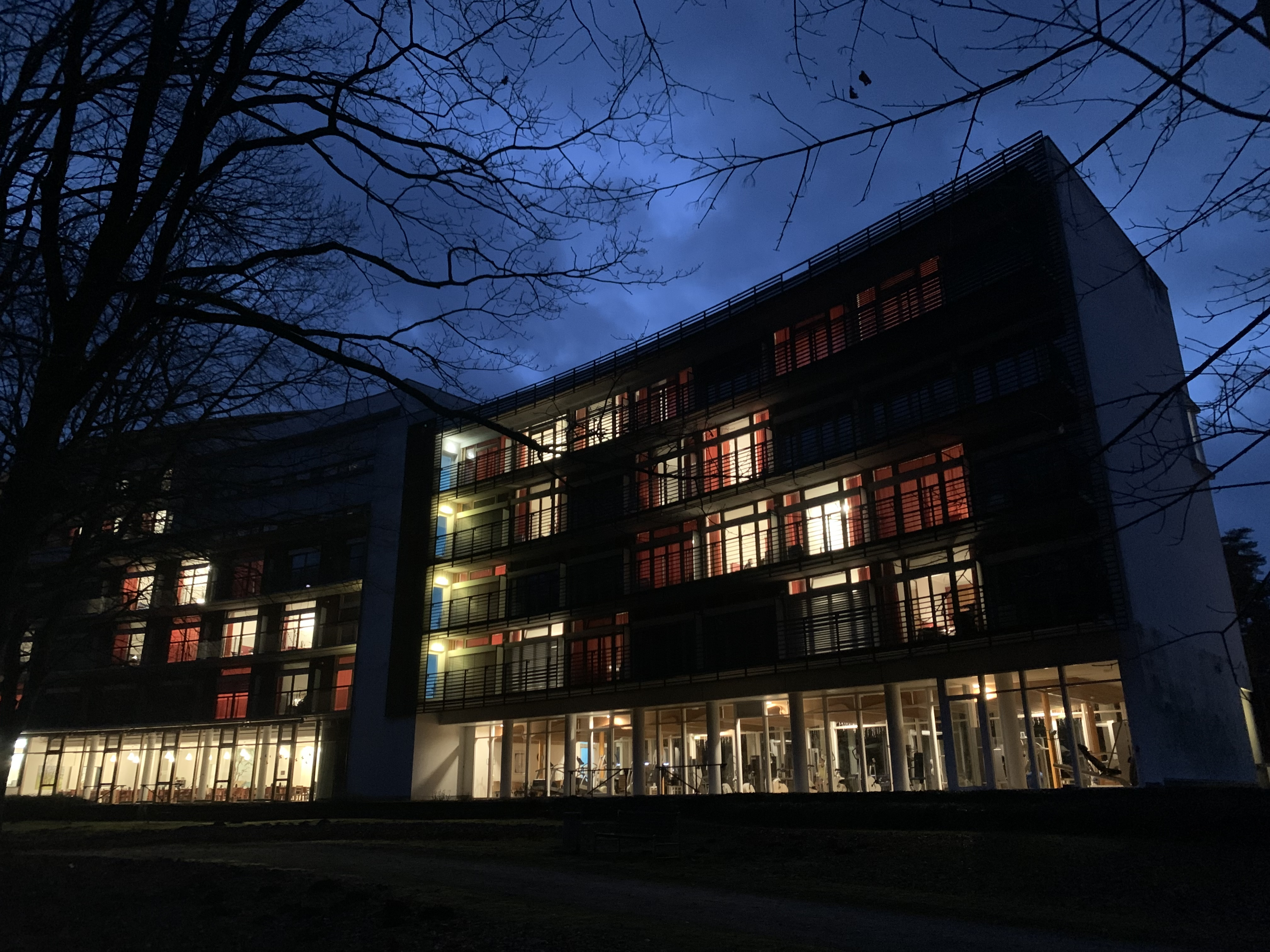
Müritz Klinik in Klink bei Nacht, 2024

Die Müritz Klinik befindet sich auf der Landenge zwischen der Müritz und dem Kölpinsee südlich von Waren (Müritz). Erreichbar ist sie über eine Zufahrtsstraße von der Bundesstraße B192. Die Klinik entstand auf der Fläche der von 1962 bis 1990 bestehenden FDGB-Urlaubersiedlung Völkerfreundschaft. Von der Klinik aus erreicht man über verschiedene Parkwege das etwa 300 m entfernte Ufer der Müritz mit Strand und einem Anleger für die Müritzschifffahrt.

## Architektur
Planung und Ausführung lag in den Händen des Architekturbüros Schindler Architekten aus Waldkirch, das von 1990 bis 2000 ein Büro in Klink unterhielt.
Der in der Höhe gestaffelte Baukörper hat bis zu sechs Geschosse. Mit seiner geschwungenen Form nimmt das Klinikgebäude die Höhenlinien des Geländes auf.
Die Putzfassaden zur Westseite ist schlicht und funktionell gestaltet. Zur Seeseite gibt es in jeder Etage durchgehende Balkone mit Metallgeländern und Wandverkleidungen aus Holz sowie großzügige Verglasungen.
Der Haupteingang befindet sich auf der Nordseite. Das Gebäude wird über eine zentrale Treppenanlage bis zum 3. Obergeschoss und vier weitere Treppenhäuser vertikal erschlossen. In den Etagen erfolgt die Erschließung über Flure, an denen sich die sich Patientenzimmer, Therapie- und Seminarräume sowie die medizinischen Abteilungen befinden. Die Patientenzimmer liegen alle auf der Ostseite des Gebäudes und haben Ausblick Richtung Müritz. Die Funktionsräume findet man sämtlich auf der Westseite des Komplexes und sind verteilt vom Untergeschoss, wo sich auch ein Schwimmbad befindet, bis zum 3. Obergeschoss. Im Erdgeschoss gibt es außerdem einen großen Speisesaal und eine Cafeteria.

## Rehaklinik
Die Müritz Klinik ist eine Einrichtung der FM Klinikgesellschaft mbH. Sie ist spezialisiert auf die Bereiche Urologie, Onkologie, Orthopädie und Transplantationsmedizin. Seit 2011 gibt es eine Dialyse-Station und seit 2020 ein Schlaflabor. Die Klinik betreut jährlich ca. 4500 Patienten aus der Deutschland und beschäftigt ca. 200 Mitarbeiter.

## Park
Der zur Klinik gehörende Park östlich des Gebäudes, der bis zum Ufer der Müritz reicht, dient den sportlichen Aktivitäten der Patienten während ihres Aufenthaltes. Hier gibt es einen Bewegungsparcours, eine Therapiewiese, eine Minigolfbahn, mehrere Bocciabahnen und einen Barfußweg. Seit kurzem gibt es auch einen Heilwald.